# Caixilho
Caixilho era a peça na qual se encaixavam as janelas de duas abas. Ficavam presos na parede do lado de fora aos lados da janela.
Hoje habituou-se designar-se como caixilho qualquer armação, geralmente de metal (como o alumínio), madeira ou PVC com um rebaixamento a todo o comprimento do seu perímetro no qual se encaixam placas, geralmente de vidro ou outros tipos de materiais translúcidos, como no caso de janelas, vitrais, em algumas portas, etc... Para esse efeito utilizam-se massas apropriadas para segurar as placas ao conjunto de caixilhos ou caixilharia.
Há duas categorias de caixilhos:
os especiais, do tipo cortina de vidro, utilizados geralmente em grandes edificações; e os convencionais, empregados entre vãos. Os caixilhos especiais exigem consultores específicos e projetos com cálculos complexos e bastante especializados.